# Жан Жьоне
Жан Жьоне (на френски: Jean Genet) е френски писател, драматург, поет, есеист и политически активист. В ранните си години той е скитник и дребен престъпник, но по-късно става писател и драматург. Основните му произведения включват романите „Дневник на крадеца“ и „Света Богородица на цветята“ и пиесите „Балконът“ и „Слугините“.

## Биография
Жан Жьоне е роден на 19 декември 1910 в Париж. Майка му е проститутка, която го гледа през първите седем месеца от живота му, преди да го даде за осиновяване. След това Жьоне израства в провинциалния град Алини ан Морван, в департамент Ниевър в централна Франция. Приемният му баща е дърводелец и според биографията на Едмънд Уайт приемното му семейство е любящо и внимателно. Жьоне получава добри оценки в училище, но детството му включва поредица от опити за бягство и инциденти с дребни кражби.
След смъртта на приемната си майка, Жьоне е настанен при възрастна двойка, но остава с тях по-малко от две години. Те споделят, че Жьоне е излизал често вечер, носел е грим и веднъж е похарчил на местния панаир голяма сума пари, която са му поверили да предаде другаде. За това и други престъпления, включително многократни действия на скитничество, той е изпратен на 15-годишна възраст в наказателната колония „Метрей“, където е задържан от 2 септември 1926 г. до 1 март 1929 г. Жьоне описва този период в романа Miracle de la rose (1946); задържането му приключва на 18-годишна възраст, когато се присъединява към Чуждестранния легион. В крайна сметка Жьоне е освободен от Легиона поради непристойност (заловен в хомосексуален акт) и прекарва известно време като скитник, дребен крадец и проститутка из цяла Европа – преживявания, за които разказва в „Дневник на крадеца“ (1949). Мести се в Барселона за известно време, но по-късно отново се връща във Франция.
След като се завръща в Париж през 1937 г., Жьоне влиза и излиза от затвора чрез поредица от арести за кражби, използване на фалшиви документи, скитничество, непристойни действия и други престъпления. В затвора той написва първото си стихотворение Le condamné à mort, което отпечатва със собствени средства, и романа „Света Богородица на цветята“ (1944).
В Париж Жьоне търси и се представя на Жан Кокто, който е впечатлен от писането му. Кокто използва контактите си, за да публикува романа на Жьоне, а през 1949 г., когато Жьоне е заплашен с доживотен затвор след десет осъдителни присъди, Кокто и други видни фигури, включително Жан-Пол Сартър и Пабло Пикасо, успешно подават петиция до френския президент да получи присъдите поотделно. Жьоне никога не се връща в затвора.
До 1949 г. Женет завършва пет романа, три пиеси и многобройни стихотворения, много от които са противоречиви заради изричното и често умишлено провокативно изобразяване на хомосексуалността и престъпността. Сартър написва дълъг анализ на екзистенциалното развитие на Жьоне (от скитник до писател), озаглавен „Свети Жьоне“ (1952), който е публикуван анонимно като първи том от пълните произведения на Жьоне. Жьоне е силно повлиян от анализа на Сартър и не пише през следващите пет години.
Между 1955 и 1961 г. Жьоне пише още три пиеси, както и есе, озаглавено „Какво остава от Рембранд, разкъсан на четири равни парчета и изхвърлен в тоалетната“, върху което се основава анализът на Жак Дерида за Жьоне в неговия фундаментален труд Glas. През това време Жьоне се привързва емоционално към Абдала Бентага, въжеиграч. След редица злополуки и самоубийството на Бентага през 1964 г., Жьоне изпада в депресия и дори се опитва да се самоубие.
От края на 60-те години на ХХ век, започвайки с отдаване на почит към Даниел Кон-Бендит след събитията от май 1968 г., Жьоне става политически активен. Той участва в демонстрации, насочващи вниманието към условията на живот на имигрантите във Франция. Жьоне е цензуриран в Съединените щати през 1968 г. и по-късно изгонен, когато му отказват виза. В интервю с Едуард де Грация, професор по право и адвокат, специализиращ по Първата поправка, Жьоне разказва за времето, когато е преминал през Канада за да отиде на конгрес в Чикаго. Влиза без виза и напуска без проблеми.
През 1970 г. Черните пантери го канят в Съединените щати, където той остава три месеца, изнася лекции, присъства на процеса срещу техния лидер Хюи Нютън и публикува статии в техните списания. По-късно същата година той прекарва шест месеца в палестински бежански лагери, срещайки се тайно с Ясер Арафат близо до Аман. Дълбоко развълнуван от преживяванията си в Съединените щати и Йордания, Жьоне пише последни дълги мемоари за своите преживявания, Un Captif Amoureux, които са публикувани след смъртта му.
Жьоне също подкрепя Анджела Дейвис и Джордж Джаксън, както и групата за информация за затворите на Мишел Фуко и Даниел Деферт. Той работи с Фуко и Сартър, за да протестира срещу полицейската бруталност срещу алжирците в Париж, проблем, продължаващ от Войната за независимост на Алжир. Жьоне изразява своята солидарност с Фракция Червената армия (RAF) на Андреас Баадер и Улрике Майнхоф в статията „Насилие и брутално насилие“, публикувана в „Монд“ през 1977 г.
През септември 1982 г. Жьоне е в Бейрут, когато се извършват кланетата в палестинските лагери Сабра и Шатила . В отговор той публикува Quatre heures à Chatila („Четири часа в Шатила“), разказ за посещението му в Шатила след събитието. В една от редките си публични изяви през по-късния период от живота си, по покана на австрийския философ Ханс Кьохлер, той чете от свой текст по време на откриването на изложба за клането на Сабра и Шатила, организирана от Международната организация за прогрес във Виена, Австрия, на 19 декември 1983 г.
Жьоне развива рак на гърлото и е намерен мъртъв в хотел Jack's в Париж на 15 април 1986 г., където остават неговата снимка и книги. Възможно е да е паднал на пода и да е ударил смъртоносно главата си. Погребан е в християнското гробище „Лараш“ в Лараш, Мароко.

## Произведения

### Романи и автобиографии
- Notre Dame des Fleurs (1944)
Света Богородица на цветята, изд.: „Фама“, София (1992), прев. Валентин Маринов
- Miracle de la rose (1946)
- Querelle de Brest (1947)
Убиецът от Брест, изд.: „Фама“, София (1997), прев. Росица Ташева
- Pompes funèbres, Bikini (1948)
Реквием, изд.: „Фама“, София (1999), прев. Мария Коева
- Journal du voleur (1949)
Дневник на крадеца, изд.: „Фама“, София (1997), изд.: ИК „Колибри“, София (2015), прев. Росица Ташева
- Un Captif Amoureux (1986)

### Поезия
- Le Condamné à mort, édition hors commerce, Fresnes, septembre 1942
- La Galère, 1944
- Chants secrets (Le Condamné à mort, Marche funèbre), L'Arbalète, Décines (Lyon), 1945
- Un chant d'amour, 1946
- Le Pêcheur du Suquet, 1946
- Le Condamné à mort/Marche funèbre/La Galère/La Parade/Un chant d’amour/Le Pêcheur du Suquet, L'Arbalète, Décines (Lyon), 1948

### Пиеси
- Les Bonnes (1947)
Слугините, изд.: „Фама“, София (2013), прев. Мария Коева
- Haute Surveillance (1949)
- Le Balcon (1956)
Балконът, изд.: „Фама“, София (2013), прев. Мария Коева
- Les Nègres (1958)
Негрите, изд.: „Фама“, София (2013), прев. Мария Коева
- Les Paravents (1961)
- „Elle“ (1989)
- Splendid's (1993)
- Le Bagne(1994)

## В България
Жьоне е издаден в България за първи път през 1992 г., когато е публикуван на български „Света Богородица на цветята“ в превод на Валентин Маринов, изд.: „Фама“. Следват преводи на още три негови романа през 90-те години на ХХ век и на три пиеси през 2013 г.